# Le Lonzac
Le Lonzac  (Lo Lonzac auf Okzitanisch) ist eine französische Gemeinde mit 819 Einwohnern (Stand 1. Januar 2022) im Département Corrèze in der Region Nouvelle-Aquitaine. Die Einwohner nennen sich Lonzacois(es).

## Geografie
Die Gemeinde liegt im Zentralmassiv am südwestlichen Rand des Plateau de Millevaches und somit auch im Regionalen Naturpark Millevaches en Limousin.
Tulle, die Präfektur des Départements, liegt ungefähr 25 Kilometer südlich, Égletons etwa 25 Kilometer südöstlich und Uzerche rund 15 Kilometer südwestlich. Das Gemeindegebiet wird im Osten vom Flüsschen Madrange durchquert, im Norden vom Ruisseau de Boulou. An der nordwestlichen Gemeindegrenze verläuft die Vézère, in die die beiden einmünden.
Nachbargemeinden von Le Lonzac sind Affieux im Norden, Madranges im Osten, Beaumont im Südosten, Chamboulive im Süden, Eyburie im Westen sowie Peyrissac im Nordwesten.

## Geschichte
Seit dem 10. Jahrhundert ist eine Kirche, die dem heiligen Martin von Tours gewidmet ist, nachgewiesen. Der Name der Gemeinde bezieht sich auf das lateinische Wort avellana (wie in nux avellana für die Frucht der Haselnuss), Ursprung war der Landsitz Olonziacus, später wurde daraus dann Olonzac und letztlich dann Le Lonzac.

### Wappen
Auf blauem Hintergrund drei gegeneinanderstehende silberne Fische, das alte Wappen der Familie Malengue de Lespinasse.

## Einwohnerentwicklung
| Jahr      | 1962 | 1968 | 1975 | 1982 | 1990 | 1999 | 2007 | 2016 |
| Einwohner | 983  | 1084 | 992  | 929  | 855  | 776  | 811  | 802  |

## Persönlichkeiten
- Jacques Delors (1925–2023), französischer Politiker, die Familie kommt ursprünglich aus Le Lonzac
- Martine Aubry (* 1950), französische Politikerin, Tochter von Jacques Delors